# مؤسسة الفرقان للتراث الإسلامي
مؤسسة الفرقان للتراث الإسلامي هي مؤسّسة إسلامية مسجّلة في بريطانيا، أسسها سنة 1988م أحمد زكي يماني، وزير النفط السابق بالمملكة العربية السعودية، وقد كان من أول أهداف المؤسسة الحفاظ على التراث الإسلامي المخطوط.
مقرها الرئيس في لندن، ولها فروع في القاهرة وجدة.
تهتم المؤسسة بتحرير المخطوطات الإسلامية ونشرها، إضافة إلى عقد حلقات بحث ومؤتمرات أكاديمية لتحفيز النقاشات والبحوث في مجال التراث الإسلامي المخطوط.

## أقسام المؤسسة
تنقسم المؤسسة إلى ثلاثة أقسام وهي:
مركز المخطوطات
ومهمته المحافظة على التراث المخطوط وتوثيقه، وله أنشطة متنوعة في مجال الفهرسة والتحقيق والتدريب والنشر. ولعل أهم إنجازات المركز هو العمل على رصد شامل للمخطوطات الإسلامية في مختلف أنحاء العالم. وقد بدأ المشروع سنة 1989م وأنجز سنة 1994م بنشر المجلد الرابع والأخير من المسح، والذي وصف بأنه «أوسع مسح في العالم حتى الآن على صعيد البلدان واللغات التي غطاها». وقد صدر العمل بالإنكليزية في بادئ الأمر، ومن ثم ترجمه إلى العربية عبدُ الستار الحلوجي وصدر تحت عنوان «المخطوطات الإسلامية في العالم»، ونشر ما بين سنة 1997 و2002م.
مركز مقاصد الشريعة
أسس المركز في عام 2005م ومهمته إحياء فقه المقاصد، وتوسيع نطاق الاهتمام به. ويقيم المركز ندوات ومحاضرات إلى جانب تشجيع الباحثين المهتمين في تطوير مهاراتهم في هذا المجال. وقد أنجز المركز كتاب في تراجع العلماء الذين عنوا بدراسة المقاصد والتأليف فيها ونشرها، عنوانه «الدليل الإرشادي إلى المقاصد الشرعية» وأنجز منه حتى الآن 9 مجلدات، من تأليف المصري محمد كمال الدين إمام.
مركز موسوعة مكة المكرمة والمدينة المنورة
مهمته توثيق دور المدينتين على المستوى الديني والثقافي والسياسي والاجتماعي. وقد نشر أول مجلد من الموسوعة سنة 2007م، وصدر حتى الآن 7 مجلدات، مع توقع صدور مجلدات أخرى مستقبلًا.

## مكتبة المؤسسة
أسست مكتبة الفرقان في المقر الرئيس في لندن في العام 1991م، وتضم حوالي 30 ألف مجلد في مواضيع متعلقة بالمخطوطات الإسلامية. وللمؤسسة إلى جانب ذلك مكتبة في فرعها بمدينة جدة.
ولا تسعى المؤسسة إلى تكوين مكتبة من المخطوطات الأصلية، وإنما تكتفي بالحصول على نسخ من المخطوطات المهمة أو المعرضة للتلف على ميكروفلم أو بأي صورة من صور الاستنساخ؛ ومع ذلك يوجد بمقر المؤسسة بعض المخطوطات للعرض فقط.